# Harry Dickson
Harry Dickson es un personaje literario inspirado en Sherlock Holmes, aunque toma varios  elementos de este (vive en Baker Street 221B, tiene un ayudante, fuma pipa, gran capacidad deductiva, etc.) la cantidad de casos que resuelve es muy superior, es muy difícil establecer exactamente cuántas pero sobrepasan las 300 aventuras, y se enfrenta a enemigos cuya  complejidad y características Holmes ni se hubiera imaginado.
Harry Dickson es un norteamericano afincado en Inglaterra y sus aventuras suelen ir desde lo más aparentemente sencillo hasta lo más extremadamente sobrenatural e inverosímil (zombis, hombres monstruos, vampiros, hechiceros, fantasmas, etc.) aunque alguna veces termina descubriendo el fraude.

## Historia
Las historias de Harry Dickson tienen un origen muy oscuro, aparecieron en Alemania a inicios de siglo XX, quizá 1907, a partir del furor que ocasionó las aventuras de Sherlock Holmes, eran supuestamente aventuras inéditas del personaje creado por Arthur Conan Doyle  para un público que se quedó ávido de misterios resueltos magistralmente por un detective excepcional. 
La primera colección de once historias apócrifas se llamó Detecktiv Sherlock Holmes und seine weltberühmten Abenteuer (El Detective Sherlock Holmes y Sus Aventuras de Renombre Mundial), luego pasó a llamarse Aus Den Geheimakten Des Welt-Detektivs (De los Archivos Secretos del Detective de Reputación Mundial) con este título alcanzó las doscientas treinta aventuras en las que el protagonista era el mismísimo Sherlock Holmes lo que causó que los representantes legales de Arthur Conan Doyle demandaran a la editorial que publicaba estas historias tomando  sin autorización el nombre de su personaje.
El número 230 de la serie apareció el 8 de junio de 1911 y no volvió a aparecer sino hasta 1925 pero con otro título Harry Taxon und sein Meister (Harry Taxon y Su Maestro), este Harry Taxon hacía el papel del que después sería Tom Wills el discípulo de Dickson. En 1929 la serie vuelve a cambiar de nombre Welt Detektiv (El Detective de Renombre Mundial). Las novelas de Harry Dickson fueron traducidas a diversos idiomas y publicadas en muchos países Dinamarca, Suecia, Rusia, Portugal, España, etc. Pero es en la serie holandesa en donde aparecen los cambios fundamentales: Sherlock Holmes se convierte en Harry Dickson y Harry Taxon en Tom Wills su discípulo. En Francia en 1929 aparece como Harry Dickson, Le Sherlock Holmes Américain (Harry Dickson, El Sherlock Holmes Americano).

## Autores
Pero si es difícil rastrear el origen de estas historias más difícil aún es el tema relativo a la identidad de los autores de estas novelas; en las aventuras que vive Harry Dickson se abordan diversos temas (alquimia, mitología, medicina, navegación, historia, ingeniería, etc.) con una erudición y un nivel cultural que hacen pensar que eran buenos escritores;  en el estilo narrativo de las historias de Dickson quedan plasmadas las diversas personalidades de los autores que las hicieron, y aunque sus identidades se han perdido, un nombre sobresale entre todos ellos: Jean Ray.
Jean Raymond Marie de Kremer fue quien llevó a este personaje a su punto cumbre y cuyas historias de Harry Dickson han sido las más reconocidas y difundidas en todo el mundo. Para la distribución en Bélgica se encargó la traducción a Jean Ray; hasta el número 65 de la serie  Ray se limitó a actuar como mero traductor de las historias que le entregaban pero es a partir de aquí cuando empieza a escribir sus propias novelas de Harry Dickson dándole un tinte sobrenatural a las aventuras del detective y convirtiéndolo en uno de los héroes más admirados por los lectores de novelas policíacas.

## Lista de novelas
| N.º | Título (francés)                                             | Título (español)                                                      | Portada |
| --- | ------------------------------------------------------------ | --------------------------------------------------------------------- | ------- |
| 1   | Échappé à une mort terrible                                  |                                                                       |         |
| 2   | L'Hôtel Borgne du Caire                                      |                                                                       |         |
| 3   | Idolâtrie Chinoise                                           |                                                                       |         |
| 4   | Le Testament du Détenu                                       |                                                                       |         |
| 5   | Le Secret du Gobelin                                         |                                                                       |         |
| 6   | L'École pour Meurtriers à Pittsburgh                         |                                                                       |         |
| 7   | L'Europe en Péril                                            |                                                                       |         |
| 8   | Un Cadeau de Noces Horrible                                  |                                                                       |         |
| 9   | Le Roi des Malandrins                                        |                                                                       |         |
| 10  | Le Mystère de la Tour                                        |                                                                       |         |
| 11  | Le Drame au Cirque Bianky                                    |                                                                       |         |
| 12  | Le Modèle du Faux Monnayeur                                  |                                                                       |         |
| 13  | Le Dogue de Soho                                             |                                                                       |         |
| 14  | Les Douze Coeurs Morts                                       |                                                                       |         |
| 15  | Les Bandits de la Fête Populaire                             |                                                                       |         |
| 16  | Un Chevauchée à la Mort par le St. Gothard                   |                                                                       |         |
| 17  | Le Capitaine Disparu                                         |                                                                       |         |
| 18  | Le Professeur Flax, Monstre Humain                           | El Profesor Flax, monstruo humano                                     |         |
| 19  | Une Poursuite à travers le Désert                            | Una persecución en el desierto                                        |         |
| 20  | La Femme à Quatre Faces                                      |                                                                       |         |
| 21  | Le Repaire aux Bandits de Corfou                             | La madriguera de los bandidos de Corfú                                |         |
| 22  | La Prisonnière du Clocher                                    | La prisionera del campanario                                          |         |
| 23  | Sur la Piste d’Houdini                                       |                                                                       |         |
| 24  | La Sautoir Volé ou Les Mystérieux Voleurs de Bijoux          |                                                                       |         |
| 25  | Dans la Vienne Souterraine                                   |                                                                       |         |
| 26  | Le Rajah Rouge                                               | El rajá escarlata                                                     |         |
| 27  | Le Bourreau de Londres                                       | El verdugo de Londres                                                 |         |
| 28  | Le Roi des Contrebandiers d'Andorre                          |                                                                       |         |
| 29  | La Malédiction des Walpole                                   |                                                                       |         |
| 30  | Une Fumerie d'Opium Parisienne                               |                                                                       |         |
| 31  | Le Toréador de Grenade                                       |                                                                       |         |
| 32  | Le Musée des Horreurs                                        |                                                                       |         |
| 33  | Miss Mercédes, la Reine de l'Air                             | Miss Mercedes, la reina del aire                                      |         |
| 34  | Le Docteur Criminel                                          |                                                                       |         |
| 35  | Sous le Poids d'une Forfaiture                               |                                                                       |         |
| 36  | Un Réveillon au Dragon Rouge                                 |                                                                       |         |
| 37  | L'Ermite du Marais du Diable                                 | La ermita del pantano del diablo / La pista del violador de cadáveres |         |
| 38  | L'Intrigante Démasquée                                       | La intrigante desenmascarada                                          |         |
| 39  | Les Voleurs Volés ou Le Carnaval Tragique                    |                                                                       |         |
| 40  | Les Détrousseurs de Cadavres                                 |                                                                       |         |
| 41  | Autour d'un Trône                                            | Alrededor de un trono                                                 |         |
| 42  | Une Nuit d'Épouvante au Château Royal                        |                                                                       |         |
| 43  | Le Sosie d'Harry Dickson                                     |                                                                       |         |
| 44  | L'Agence des Fausses Nouvelles                               |                                                                       |         |
| 45  | Le Double Crime ou La Montagne Sanglante                     | El doble crimen de los Alpes bávaros                                  |         |
| 46  | Le Crucifié                                                  |                                                                       |         |
| 47  | Le Mauvais Génie du Cirque Angelo                            |                                                                       |         |
| 48  | La Mystérieuse Maison du Lutteur                             |                                                                       |         |
| 49  | Le Repaire de Palerme                                        |                                                                       |         |
| 50  | La Veuve Rouge                                               |                                                                       |         |
| 51  | Une Bête Humaine                                             |                                                                       |         |
| 52  | Le Tripot Clandestin de Franklin Street                      | La timba de la calle Franklin                                         |         |
| 53  | Le Signe de la Mort                                          |                                                                       |         |
| 54  | La Fatale Ressemblance                                       |                                                                       |         |
| 55  | Le Gaz Empoisonné                                            | El veneno de Robur Hall                                               |         |
| 56  | Le Pari Fatal                                                |                                                                       |         |
| 57  | Les Feux Follets du Marais Rouge                             |                                                                       |         |
| 58  | Tom Wills, Femme de Chambre                                  |                                                                       |         |
| 59  | Les Treize Balles                                            |                                                                       |         |
| 60  | Harry Dickson s'amuse                                        |                                                                       |         |
| 61  | Joly, Chien Policier                                         |                                                                       |         |
| 62  | Les Voleurs de Femmes de Chinatown                           | Los ladrones de mujeres / Los ladrones de mujeres de Chinatown        |         |
| 63  | L'Effroyable Fiancé                                          | El novio ensangrentado                                                |         |
| 64  | Le Trésor du Manoir de Streetham                             |                                                                       |         |
| 65  | On a Volé un Homme                                           |                                                                       |         |
| 66  | Au Secours de la France                                      |                                                                       |         |
| 67  | Le Fantôme des Ruines Rouges                                 | El fantasma de las ruinas                                             |         |
| 68  | Les Vengeurs du Diable                                       | Los vengadores del diablo                                             |         |
| 69  | L'Étrange Lueur Verte                                        | El extraño resplandor verde                                           |         |
| 70  | Le Secret de la Jeune Veuve                                  |                                                                       |         |
| 71  | L'Énigme du Tapis Vert                                       |                                                                       |         |
| 72  | La Fille de l'Usurier                                        |                                                                       |         |
| 73  | Le Monstre Blanc                                             |                                                                       |         |
| 74  | Le Flair du Maître d'Hôtel                                   |                                                                       |         |
| 75  | Le Mystère de la Vallée d'Argent (Les Chevaliers de la Lune) |                                                                       |         |
| 76  | Le Démon Pourpre                                             |                                                                       |         |
| 77  | Les Gardiens du Gouffre                                      |                                                                       |         |
| 78  | Le Fiancé Disparu                                            |                                                                       |         |
| 79  | La Vie Criminelle de Lady Likeness                           |                                                                       |         |
| 80  | La Dame au Diamant Bleu                                      |                                                                       |         |
| 81  | Le Vampire aux Yeux Rouges                                   | El vampiro de los ojos rojos                                          |         |
| 82  | La Flèche Fantôme                                            |                                                                       |         |
| 83  | Les Trois Cercles de l'Épouvante                             | Los 3 círculos del miedo                                              |         |
| 84  | La Maison du Scorpion                                        |                                                                       |         |
| 85  | La Bande de l'Araignée                                       | La banda de la araña                                                  |         |
| 86  | Les Spectres-Bourreaux                                       | Los espectros verdugos                                                |         |
| 87  | Le Mystère des Sept Fous                                     | El misterio de los siete locos                                        |         |
| 88  | Les Étoiles de la Mort                                       | Las estrellas de la muerte                                            |         |
| 89  | La Pierre de Lune                                            | La piedra lunar                                                       |         |
| 90  | Le Mystère de la Forêt                                       |                                                                       |         |
| 91  | L'Île de la Terreur                                          | La isla del terror                                                    |         |
| 92  | La Maison Hantée de Fulham Road                              | La casa encantada                                                     |         |
| 93  | Le Temple de Fer                                             | El templo de hierro                                                   |         |
| 94  | La Chambre 113                                               | Habitación 113                                                        |         |
| 95  | La Pieuvre Noire                                             | El pulpo negro                                                        |         |
| 96  | Le Singulier Mr. Hingle                                      | Pánico sobre Londres                                                  |         |
| 97  | Le Dieu Inconnu                                              | El dios desconocido                                                   |         |
| 98  | Le Royaume Introuvable                                       |                                                                       |         |
| 99  | Les Mystérieuses Études du Docteur Drum                      | Los misteriosos estudios del Doctor Drum                              |         |
| 100 | La Mort Bleue                                                |                                                                       |         |
| 101 | Le Jardin des Furies                                         | El jardín de las furias                                               |         |
| 102 | Les Maudits de Heywood                                       | Los malditos de Heywood                                               |         |
| 103 | Mystéras                                                     | El tesoro del príncipe del Nepal                                      |         |
| 104 | La Cour d'Épouvante                                          | El tribunal del terror                                                |         |
| 105 | Le Roi de Minuit                                             |                                                                       |         |
| 106 | Le Chemin des dieux                                          | El camino de los Dioses                                               |         |
| 107 | Blackwell, le Pirate de la Tamise                            |                                                                       |         |
| 108 | Les Dentelles de la Reine                                    |                                                                       |         |
| 109 | Le Sosie du Banquier                                         |                                                                       |         |
| 110 | Le Trésor du Marchand d'Esclaves                             |                                                                       |         |
| 111 | Les Blachclaver                                              |                                                                       |         |
| 112 | Le Fantôme du Juif Errant                                    | El fantasma del judío errante                                         |         |
| 113 | Messire l'Anguille                                           |                                                                       |         |
| 114 | Le Châtiment des Foyle                                       | El castigo de los Foyle                                               |         |
| 115 | La Grande Ombre                                              | La sombra misteriosa                                                  |         |
| 116 | Les Eaux Infernales                                          | Las aguas infernales                                                  |         |
| 117 | Le Vampire qui Chante                                        | El canto del vampiro                                                  |         |
| 118 | Le Mystère de Bantam House                                   |                                                                       |         |
| 119 | La Cigogne Bleue                                             |                                                                       |         |
| 120 | Ce Paradis de Flower Dale                                    |                                                                       |         |
| 121 | L'Esprit du Feu                                              |                                                                       |         |
| 122 | Turckle-le-Noir                                              |                                                                       |         |
| 123 | Les Yeux de la Lune                                          | Los ojos de la Luna                                                   |         |
| 124 | L'Île de Monsieur Rocamir                                    | La isla del señor Rocamir                                             |         |
| 125 | X-4                                                          | X-4                                                                   |         |
| 126 | La Maison des Hallucinations                                 | La casa de las alucinaciones                                          |         |
| 127 | Le Signe des Triangles                                       | El signo de los triángulos                                            |         |
| 128 | L'Hôtel des Trois Pèlerins                                   |                                                                       |         |
| 129 | La Menace de Khâli                                           |                                                                       |         |
| 130 | Les Illustres Fils du Zodiaque                               | Los ilustres hijos del Zodiaco                                        |         |
| 131 | Le Spectre de Mr. Biedermeyer                                |                                                                       |         |
| 132 | La Voiture Démoniaque                                        |                                                                       |         |
| 133 | L'Aventure d'un Soir                                         |                                                                       |         |
| 134 | Le Dancing de l'Épouvante                                    | El baile de los horrores                                              |         |
| 135 | Les Plus Difficiles de mes Causes                            |                                                                       |         |
| 136 | L'Homme au Mousquet                                          | El tirador misterioso                                                 |         |
| 137 | Le Savant Invisible                                          | El sabio invisible                                                    |         |
| 138 | Le Diable au Village                                         |                                                                       |         |
| 139 | Le Cabinet du Docteur Selles                                 | El laboratorio del Dr. Selles                                         |         |
| 140 | Le Loup-Garou                                                | El hombre lobo                                                        |         |
| 141 | L'Étoile à Sept Branches                                     | La estrella de siete puntas                                           |         |
| 142 | Le Monstre dans la Neige                                     |                                                                       |         |
| 143 | Le Cas de Sir Evans                                          |                                                                       |         |
| 144 | La Maison du Grand Péril                                     | La casa de los peligros                                               |         |
| 145 | Les Tableaux Hantés                                          | Los cuadros encantados                                                |         |
| 146 | Cric-Croc, le Mort en Habit                                  | Terror en el teatro                                                   |         |
| 147 | Le Lit du Diable                                             | El lecho del diablo                                                   |         |
| 148 | L'Affaire Bardouillet                                        | El caso Bardouillet                                                   |         |
| 149 | La Statue Assassinée                                         |                                                                       |         |
| 150 | Les Effroyables                                              | Los terroríficos                                                      |         |
| 151 | L'Homme au Masque d'Argent                                   | El enmascarado de plata                                               |         |
| 152 | Les Sept Petites Chaises                                     | La venganza de las siete sillas                                       |         |
| 153 | La Conspiration Fantastique                                  | La gran confabulación                                                 |         |
| 154 | La Tente aux Mystères                                        |                                                                       |         |
| 155 | Le Véritable Secret de Palmer-Hotel                          |                                                                       |         |
| 156 | Le Mystère Malais                                            |                                                                       |         |
| 157 | Le Mystère du Moustique Bleue                                |                                                                       |         |
| 158 | L'Énigmatique Tiger Brand                                    |                                                                       |         |
| 159 | La Mitrailleuse Musgrave                                     | La ametralladora Musgrave                                             |         |
| 160 | Les Nuits Effrayantes de Fellston                            |                                                                       |         |
| 161 | Les vingt-quatre Heures Prodigieuses                         | Las 24 horas prodigiosas                                              |         |
| 162 | Dans les Griffes de l'Idole Noire                            |                                                                       |         |
| 163 | La Résurrection de la Gorgone                                | La resurrección de la Gorgona                                         |         |
| 164 | La Cité de l'Étrange Peur                                    | La ciudad del extraño miedo                                           |         |
| 165 | Les Énigmes de la Maison Rules                               | Los enigmas de la inscripción                                         |         |
| 166 | Le Studio Rouge                                              | El estudio rojo                                                       |         |
| 167 | La Terrible Nuit du Zoo                                      | La terrible noche del zoo                                             |         |
| 168 | La Disparition de Monsieur Byslop                            |                                                                       |         |
| 169 | Les Momies Évanouies                                         |                                                                       |         |
| 170 | L' Aventure Espagnole                                        |                                                                       |         |
| 171 | La Tête à Deux Sous                                          | La cabeza de dos centavos                                             |         |
| 172 | Le Fauteuil 27                                               | El asiento número 27                                                  |         |
| 173 | L' Affaire du Pingouin                                       |                                                                       |         |
| 174 | La Nuit du Marécage                                          |                                                                       |         |
| 175 | On a tué Mr. Parkinson                                       | Han matado a Parkinson                                                |         |
| 176 | La Rue de la Tête-Perdue                                     | La calle de la Cabeza Perdida                                         |         |
| 177 | L'Énigme du Sphinx                                           | El enigma de la esfinge                                               |         |
| 178 | Usines de Mort                                               | Fábricas de muerte                                                    |         |

## Personajes
Harry Dickson es detective en Londres. La policía recurre a él cuando un caso es desesperado o sobrepasa la comprensión habitual. Dotado de un gran valor, usa su revólver o sus puños para enfrentarse a sus enemigos.  Armado de un juego de ganzúas abre todo tipo de puertas. Con su mente portentosa y una amplia gama de conocimientos desentraña con acierto misterios sobrenaturales. A veces sus investigaciones son una sucesión de errores, de avances y retrocesos, de derrotas incluso.
Además de Dickson, protagonista principal de las historias, aparecen otros personajes  que, ya sea por su importancia o su frecuente intervención, se merecen mencionar:
Tom Wills, ayudante, aprendiz y confidente de Dickson, un muchacho que admira mucho a su maestro aunque a veces lo contradiga y lo llene de preguntas, su valor y determinación le han salvado la vida más de una vez a Dickson; muchas veces toma el papel del lector, tiene las mismas dudas, le hace las preguntas que el lector quisiera hacerle, aunque sabe callar cuando nota que una interrogante podría estropear la reflexión de su jefe. 
Mr. Goodfield, oficial de policía de Scotland Yard, amigo personal de Dickson, generalmente es el encargado de pedir ayuda al detective cuando la policía está desorientada y los mejores sabuesos del Yard han fracasado, bonachón y un poco impaciente; hombre de acción, alguna vez su excesivo ímpetu estuvo a punto de arruinar un caso. 
Mrs. Crown, abnegada ama de llaves de Dickson , una mujer mayor encargada de mantener en orden todo, muchas veces no entiende por qué su jefe y el joven Tom tienen que ausentarse de improviso; varias veces su integridad física ha estado en riesgo por la cercanía de los criminales que merodean la casa del detective.
Profesor Tom Flax es acaso el adversario más difícil de vencer que ha tenido y solo pudo salir airoso tras una encarnizada lucha y una interminable persecución en la que varias veces Dickson estuvo a punto de ser derrotado. El recuerdo de tan feroz enemigo no se le olvidaría jamás.
Mysteras, pseudónimo de Garfield Borinsky la mente criminal más brillante que ha tenido que enfrentar, uno de los pocos villanos que se le pudo escapar sobre la base de su extraordinaria inteligencia, tuvo que esperar para volver a tener la oportunidad de enfrentarlo y vencerlo, y aun así necesitó una buena dosis de suerte para lograrlo.  
Georgette Cuvelier, hija del profesor Flax, creó la organización criminal La banda de la araña. Mujer de extraordinaria belleza, brillante y genial, puso en juego todo su encanto e inteligencia para vengar a su padre asesinando a Dickson; tuvo la oportunidad de hacerlo, pero se vio enredada en su propia telaraña y no pudo cumplir su venganza al descubrir que se había enamorado del detective.